# 丘遅
丘 遅（丘遲、きゅう ち、464年 - 508年）は、南朝梁の官僚、文人。字は希範。本貫は呉興郡烏程県。

## 経歴
斉の太中大夫の丘霊鞠の子として生まれた。8歳で文章を作ることができ、父の霊鞠は気骨が自分に似ていると評していた。謝超宗や何点は丘遅に会って尋常の人物ではないと評価した。丘遅は成長すると、揚州に召し出されて従事となり、秀才に挙げられ、太学博士に任じられた。大司馬行参軍に転じたが、父が死去したため、職を辞して喪に服した。喪が明けると、西中郎参軍に任じられた。諸官を歴任して殿中郎となったが、母が死去したため、また職を辞して喪に服した。喪が明けると、再び殿中郎となり、車騎録事参軍に転じた。蕭衍が建康を平定して摂政政府を開くと、丘遅は召し出されて驃騎主簿となり、厚い礼遇を受けた。当時、梁王（蕭衍）に特別待遇（九錫）を求めた文や天子になるよう勧進した文は、すべて丘遅の手で書かれた。
天監元年（502年）、蕭衍（梁の武帝）が即位すると、丘遅は散騎侍郎の位を受けた。まもなく中書侍郎に転じ、呉興邑中正を兼ね、文徳殿で待詔をつとめた。武帝が連珠（文体の一種）を書くと、群臣に命じて数十人にその続きを書かせたが、丘遅の書いたものが最も美しかった。天監3年（504年）、永嘉郡太守となったが、郡にあって太守らしい仕事をせず、御史に糾弾された。武帝は丘遅の才能を愛して、弾劾の上奏を取りあげなかった。
天監4年（505年）、臨川王蕭宏が北伐をおこなうと、丘遅はその下で中軍諮議参軍となり、記室を兼ねた。ときに陳伯之が北魏にあり、梁軍の北進を阻んでいたが、丘遅は「陳伯之に与うる書」を書いて説得し、陳伯之を梁に帰順させた。建康に帰って中書郎に任じられ、司徒従事中郎に転じた。天監7年（508年）、在官のまま死去した。享年は45。
『隋書』経籍志（『隋志』）には「梁の国子博士丘遅集10巻」（梁代には11巻）とあるが伝わらない。『隋志』にはまた「梁に集鈔40巻有り、丘遅撰、亡ぶ」とある。詩は鍾嶸の『詩品』では中品とされ、「点綴映媚にして、落花の草に依るに似たり」（あでやかさな美しさがちりばめられ、草の上に花びらが散ったかのようだ）と評価されているが、現存するのは11首にすぎない。

## 伝記資料
- 『梁書』巻49 列伝第43
- 『南史』巻72 列伝第62
- 『六朝詩人傳』興膳宏編（大修館書店、2000年）